# 箕輪郵便局
箕輪郵便局（みのわゆうびんきょく）
- 長野県上伊那郡箕輪町にある郵便局。本記事にて記述する。
- 群馬県高崎市にある郵便局。局番号は04059。

箕輪郵便局（みのわゆうびんきょく）は長野県上伊那郡箕輪町にある郵便局。民営化前の分類では集配普通郵便局であった。

## 概要
住所：〒399-4699 長野県上伊那郡箕輪町中箕輪9444-1
民営化直前の集配業務再編において、多くの集配普通郵便局は統括センターとなったが、当局は配達センターとされたため、民営化後も郵便事業株式会社の支店は併設されず、集配センターが併設された。

## 沿革
- 1872年12月30日（明治5年12月1日） - 松島郵便取扱所として開設[1]。
- 1875年（明治8年）1月1日 - 松島郵便局（五等）となる。同年、中箕輪ノ内松島郵便局に改称。
- 1879年（明治12年） - 為替・貯金取扱を開始。
- 1886年（明治19年）6月1日 - 中箕輪村松島郵便局に改称。
- 1888年（明治21年）12月12日 - 松島郵便局に改称。
- 1897年（明治30年）3月1日 - 松島郵便電信局となる。
- 1903年（明治36年）4月1日 - 通信官署官制の施行に伴い松島郵便局となる。
- 1960年（昭和35年）8月1日 - 箕輪郵便局に改称[2]。
- 2000年（平成12年）8月14日 - 外国通貨の両替および旅行小切手の売買に関する業務取扱を開始。
- 2001年（平成13年）3月26日 - 特定郵便局から普通郵便局に局種別改定。
- 2007年（平成19年）10月1日 - 民営化に伴い、併設された郵便事業伊那支店箕輪集配センターに一部業務を移管。
- 2012年（平成24年）10月1日 - 日本郵便株式会社発足に伴い、郵便事業伊那支店箕輪集配センターを箕輪郵便局に統合。

## 取扱内容
- 郵便、印紙、ゆうパック、内容証明
- 貯金、為替、振替、振込、国際送金、国債、投資信託
- 生命保険、バイク自賠責保険、自動車保険
- ゆうちょ銀行ATM
- 「399-46xx」区域（上伊那郡箕輪町の全域）の集配業務

## 周辺
- 箕輪町役場
- 箕輪町民体育館
- 箕輪町立箕輪中学校
- 国道153号

## アクセス
- JR飯田線 伊那松島駅から南へ約600m（徒歩約7分）
- 中央自動車道 伊北ICから南へ約4km
- 駐車場あり：17台